# Theridion todinum
Theridion todinum är en spindelart som beskrevs av Simon 1880. Theridion todinum ingår i släktet Theridion och familjen klotspindlar.
Artens utbredningsområde är Nya Kaledonien. Inga underarter finns listade i Catalogue of Life.